# Mauro Cía
Mauro Cía, właściwie Gualberto Mauro Cía Montaña (ur. 3 lipca 1919 w Buenos Aires, zm. 3 stycznia 1990 tamże) – argentyński bokser kategorii półciężkiej.
Był brązowym medalistą letnich igrzysk olimpijskich w Londynie. Bez powodzenia startował w kwalifikacjach do igrzysk olimpijskich w Melbourne